# Wabsowie

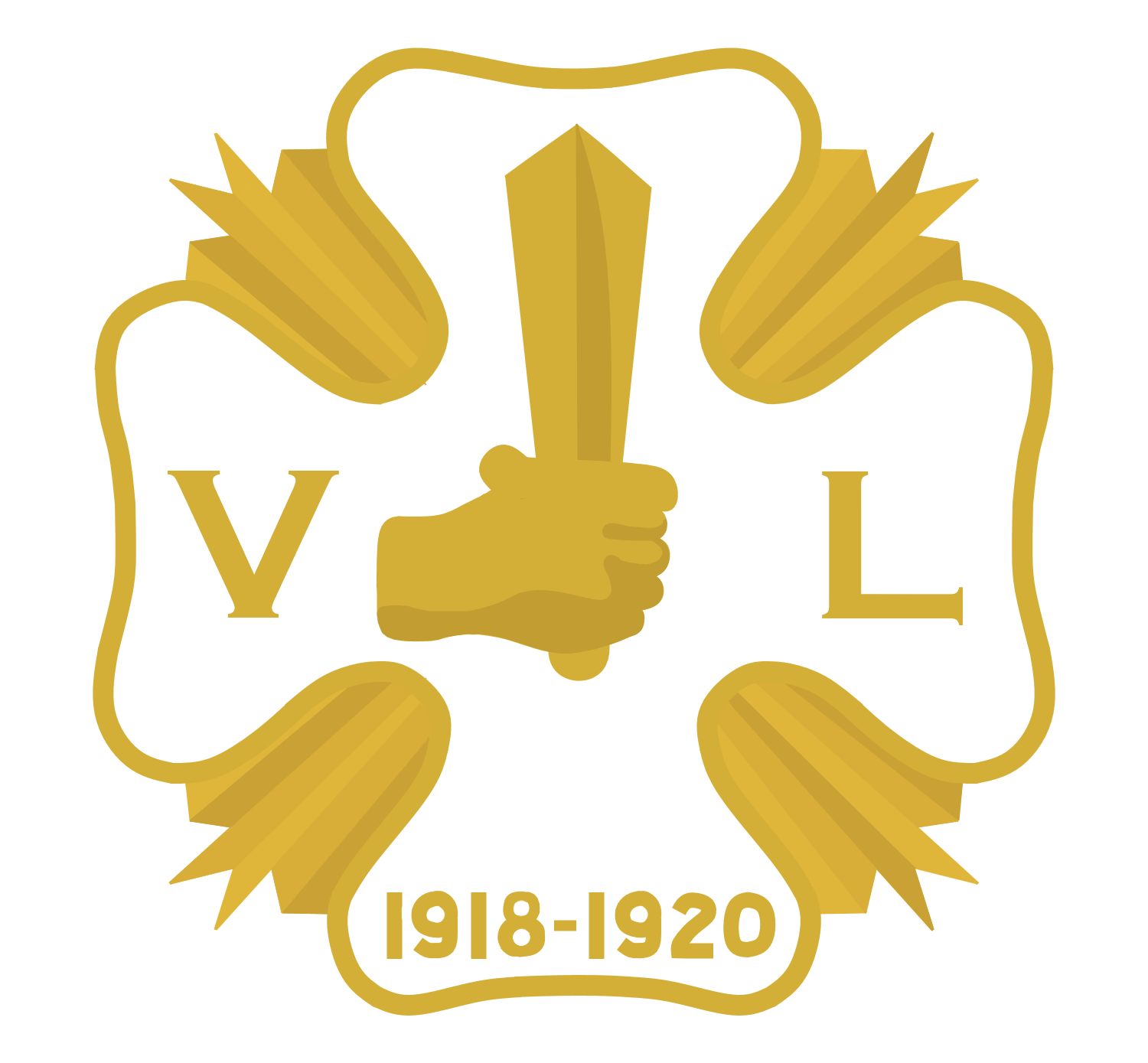
Emblemat Eesti Vabadussõjalaste Liit

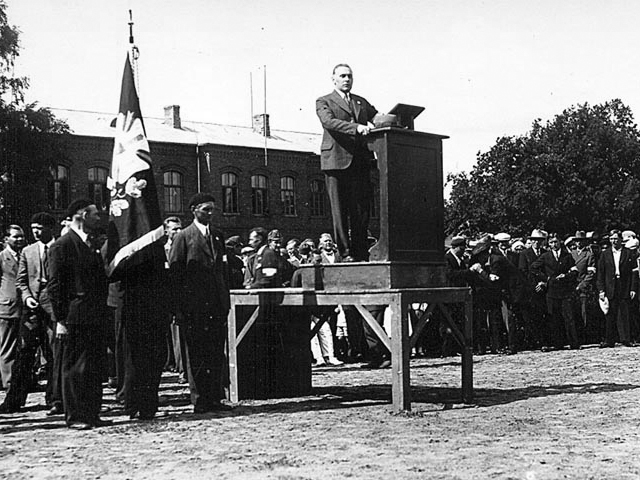
Artur Sirk przemawiający podczas wiecu wabsów w Parnawie

Wabsowie – potoczna nazwa członków skrajnie prawicowej i faszystowskiej organizacji Estoński Związek Uczestników Wojny Wyzwoleńczej (est. Eesti Vabadussõjalaste Liit, EVL) działającej w latach 30. XX wieku.

## Zarys historyczny
Na przełomie lat 1929/1930 ukształtował się w Estonii kombatancki ruch wabsów, który odwoływał się do tradycji wojny wyzwoleńczej 1918–1920. Duży wpływ na działalność Związku Uczestników Wojny Wyzwoleńczej wywarł fiński ruch Lapua. Wabsowie zaproponowali przewodniczenie ich organizacji generałowi Johanowi Laidonerowi, byłemu głównodowodzącemu armii estońskiej, ale ten odmówił. Wobec tego zwrócili się do generała Andresa Larki, który stanął na ich czele. Faktycznym przywódcą był jednak adwokat Artur Sirk. Podczas swojej działalności zradykalizował Związek i przekształcił go w partię polityczną. W 1933 wabsowie zgłosili projekt zmiany konstytucji w kierunku ustanowienia systemu prezydenckiego z silną władzą wykonawczą. Ideę poparł Związek Agrariuszy, kierowany przez wielokrotnego premiera, Konstantina Pätsa. W referendum 14–16 października ponad 72% głosujących opowiedziało się za nowym projektem konstytucji. W wyborach samorządowych 14 stycznia 1934 wabsowie, których popularność stale rosła, zdobyli absolutną większość w Tallinnie i Tartu. Uzyskali także duże wpływy w organizacji paramilitarnej Kaitseliit. Wobec faktu, że generał Laidoner ponownie odmówił przyjęcia ideologii ruchu, w wyborach prezydenckich, wyznaczonych na 22 kwietnia 1934 wabsowie wysunęli kandydaturę generała Larki. Zdobył on największą liczbę (około 50 tysięcy) wymaganych podpisów. Jednakże premier Päts porozumiał się z generałem Laidonerem, mianując go naczelnym dowódcą armii, z nadzwyczajnymi pełnomocnictwami do zaprowadzenia porządku w kraju. W rezultacie parlament zaaprobował stan wyjątkowy; EVL w grudniu 1935 została oficjalnie rozwiązana, a setki jej członków aresztowane. Władze nie udowodniły jednak wabsom przygotowywania zbrojnego zamachu stanu. Artur Sirk zbiegł do Finlandii, gdzie przy pomocy członków Lapua zorganizował nowy ośrodek kierowniczy ruchu. 8 grudnia 1936 wabsowie podjęli nieudaną próbę zbrojnego przewrotu. Po jego stłumieniu odbył się w maju proces ponad 100 członków organizacji. W sierpniu 1937 samobójstwo na emigracji w Luksemburgu popełnił Sirk. W okresie okupacji niemieckiej 1941–1944 wielu byłych członków organizacji prowadziło kolaborację z okupantem.

## Program i organizacja
Wabsowie głosili hasła antykomunistyczne i antyparlamentarne. Postulowali wprowadzenie silnych rządów prezydenckich opartych na wzorach faszyzmu włoskiego i niemieckiego; nie byli jednak klasycznym ugrupowaniem faszystowskim. Odrzucali hasła rasistowskie i otwarcie krytykowali nazistów za prześladowania Żydów. W ich programie znalazły się postulaty likwidacji systemu wielopartyjnego, „wykorzenienia ducha marksistowskiego”, zatrudnienia bezrobotnych i wprowadzenia systemu korporacyjnego. Krytykowali pozostałe partie polityczne za egoizm i korupcję.
Członkowie ruchu wabsów nosili szarozielone koszule z czarno-białymi opaskami (narodowe barwy Estonii), na których widniały: ręka trzymająca miecz i daty wojny o niepodległość z bolszewicką Rosją. Ich organem prasowym było pismo Voitlus (Walka). Największym poparciem cieszyli się wśród robotników.